# Per sempre (film 1999)
Per sempre è un cortometraggio del 1999 diretto da Chiara Caselli, vincitore nel 2000 del Nastro d'argento al miglior cortometraggio.

## Trama
Anna, 6 anni, preferisce non mangiare, chiusa in un mondo tutto suo che le voci degli altri, gli adulti, quasi rompono. Anna porta al dito un anello di plastica: è sposata con Piero, dice. Anche Piero, 6 anni, porta un anellino: è sposato con Anna, dice.